# Lost in Sane
Lost in Sane es el segundo álbum de estudio de la banda española de pop y rock alternativo Lam Rim, lanzado el 22 de febrero de 2011 en su sitio web oficial y el 1 de marzo de 2011 en iTunes, Amazon y Spotify. Fue grabado en Madrid, La Coruña y Los Ángeles, producido por Joâo Mirat y editado bajo su sello Wine Box Music. Varias canciones de Lost in Sane han sonado en MTV, Kiss TV, Los 40 TV, Sol Música (España), La 2, Antena 3, Radio 3 y Catalunya Ràdio. Tres canciones han sonado en la serie de televisión Luna, el misterio de Calenda de Globomedia emitida en Antena 3 en 2012.

## Grabación

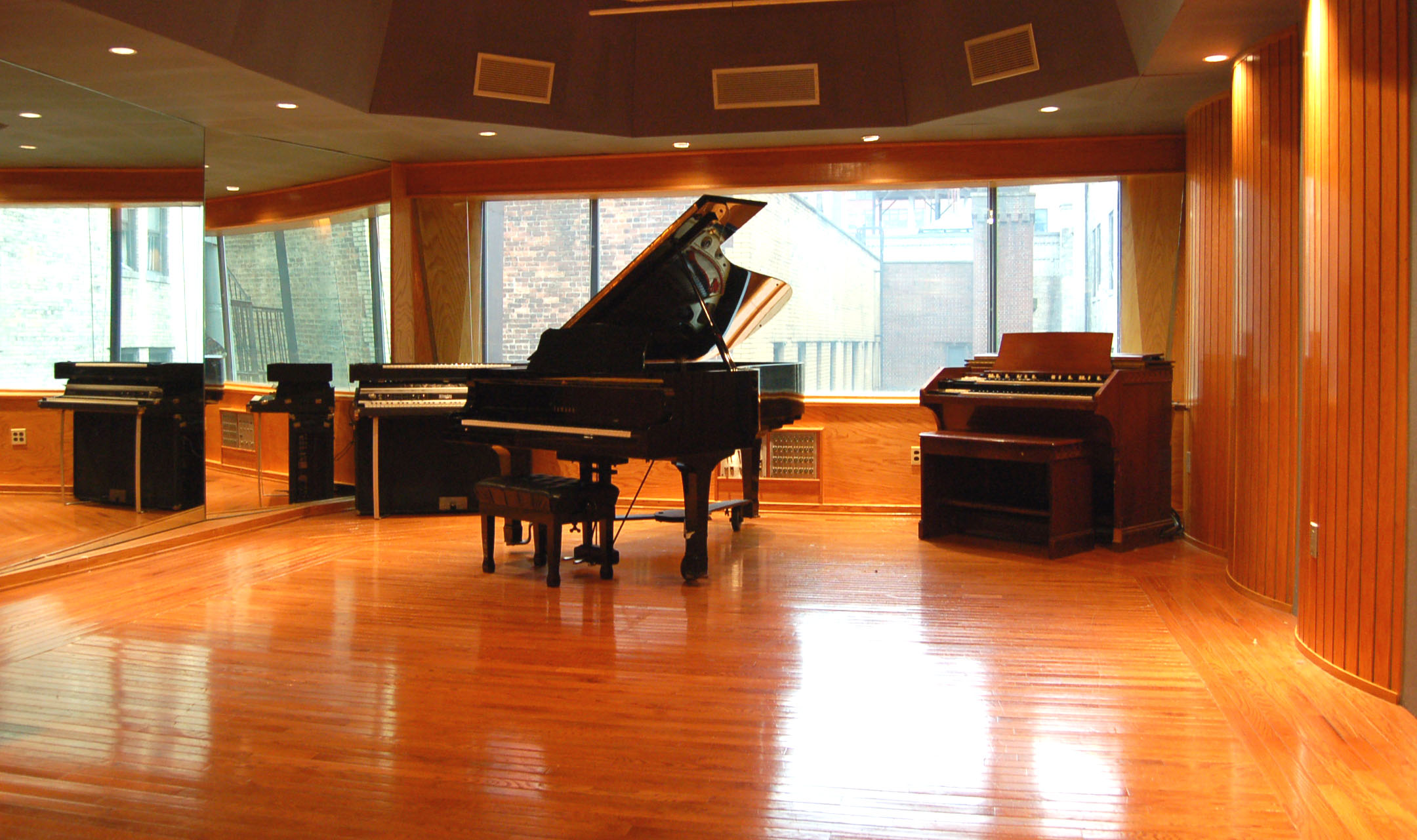
El Yamaha C3, el piano usado para la grabación del disco

La grabación del disco comenzó el penúltimo día de junio de 2010 en PKO Studios, Madrid, donde se grabaron los instrumentos. Las voces y coros fueron grabados entre julio y agosto en TKTK Studios, Madrid y en J.V. Studios, Los Ángeles. Las cuerdas y el resto de la orquestación fueron grabados en septiembre en MANS Studios, La Coruña. Finalmente, Joao Mirat y Oscar Vinader realizaron la mezcla en Los Valle Studios, Madrid, donde también se realizó la masterización. Lam Rim contó con Oscar Vinader, Marcos Rozas e Irene Vinader para la grabación del disco y con José Vinader para la grabación de la orquesta. Se usó un piano de cola Yamaha C3 para la grabación del piano y una guitarra acústica Martín D42 Johnny Cash.

## Nuevas versiones
Lost in Sane contiene dos canciones que aparecieron en Eleven Pieces of Something. La primera es una nueva grabación de I Cry..., con nuevos arreglos de cuerda realizados por Joâo Mirat y Sergio Moure. Es, también, más corta que la versión anterior, con una variación en el solo de la guitarra acústica.
La segunda es I'm Missing You II, una reinterpretación de la canción I'm Missing You del disco anterior. Esta versión está en un tono más alto, incluye efectos programados e importantes cambios a la melodía.

## Participantes
El 8 de septiembre de 2010 se grabaron las cuerdas de todo el disco con una parte de la sección de cuerdas de la Orquesta Sinfónica de Galicia. Lucia Imán cantó en el final de I Cry... y José Vera tocó el bajo durante la grabación.

## Lista de canciones
Todas las canciones han sido compuestas y producidas por Joâo Mirat.

| N.º | Título                                     | Duración |  |
| 1.  | «Broken Bones»                             | 4:12     |  |
| 2.  | «Perfunctory Exhibitionist»                | 3:48     |  |
| 3.  | «I Cry...»                                 | 5:17     |  |
| 4.  | «Massive»                                  | 5:40     |  |
| 5.  | «I Feel Fine»                              | 3:54     |  |
| 6.  | «Why Don't You...?»                        | 4:52     |  |
| 7.  | «Hold On»                                  | 4:59     |  |
| 8.  | «I Need No Reason»                         | 3:50     |  |
| 9.  | «No Place For Me»                          | 4:58     |  |
| 10. | «I'm Missing You II»                       | 3:34     |  |
| 11. | «I'm Missing You II (alternative version)» | 4:03     |  |